# إس تي ميكروإلكترونكس
إس تي ميكرو STMicroelectronics هي شركة إيطالية فرنسية لصناعة الإلكترونيات وأشباه الموصلات تأسست سنة 1987 مقرها في جنيف - سويسرا.